# Santo Amaro (Vila Nova de Foz Coa)
Santo Amaro é uma povoação portuguesa do Município de Vila Nova de Foz Côa que foi sede da extinta Freguesia de Santo Amaro, freguesia que tinha 15,16 km² de área e 50 habitantes (2011), e, por isso, uma densidade populacional de 3,3 hab/km².
Foi extinta pela reorganização administrativa de 2012/2013, sendo o seu território integrado na freguesia de Vila Nova de Foz Coa.

## População
| População da Freguesia de Santo Amaro | População da Freguesia de Santo Amaro | População da Freguesia de Santo Amaro | População da Freguesia de Santo Amaro | População da Freguesia de Santo Amaro | População da Freguesia de Santo Amaro | População da Freguesia de Santo Amaro | População da Freguesia de Santo Amaro | População da Freguesia de Santo Amaro | População da Freguesia de Santo Amaro | População da Freguesia de Santo Amaro | População da Freguesia de Santo Amaro | População da Freguesia de Santo Amaro | População da Freguesia de Santo Amaro | População da Freguesia de Santo Amaro |
| ------------------------------------- | ------------------------------------- | ------------------------------------- | ------------------------------------- | ------------------------------------- | ------------------------------------- | ------------------------------------- | ------------------------------------- | ------------------------------------- | ------------------------------------- | ------------------------------------- | ------------------------------------- | ------------------------------------- | ------------------------------------- | ------------------------------------- |
| 1864                                  | 1878                                  | 1890                                  | 1900                                  | 1911                                  | 1920                                  | 1930                                  | 1940                                  | 1950                                  | 1960                                  | 1970                                  | 1981                                  | 1991                                  | 2001                                  | 2011                                  |
| 361                                   | 332                                   | 316                                   | 398                                   | 425                                   | 459                                   | 514                                   | 562                                   | 479                                   | 437                                   | 273                                   | 158                                   | 134                                   | 94                                    | 50                                    |